# Liste der denkmalgeschützten Objekte in Deutsch-Wagram
Die Liste der denkmalgeschützten Objekte in Deutsch-Wagram enthält die 10 denkmalgeschützten, unbeweglichen Objekte der niederösterreichischen Marktgemeinde Deutsch-Wagram im Bezirk Gänserndorf.

## Denkmäler
| Foto |                 | Denkmal                                                                        | Standort                                                       | Beschreibung | Metadaten |
| ---- | --------------- | ------------------------------------------------------------------------------ | -------------------------------------------------------------- | --- | --- |
| ja   | Datei hochladen | Wasserstation (Wasserturm) HERIS-ID: 11345 Objekt-ID: 7430                     | Bahnhof 77 Standort KG: Deutsch Wagram                         | Die älteste erhaltene Wasserstation Österreichs wurde 1846 erbaut. Das dreigeschoßige Gebäude mit eingeschoßigen Flügeln und einem achteckigen Dampfschornstein an der Rückseite hat eine schlichte Putzgliederung mit Eckquaderung. Siehe auch Bahnhof Deutsch Wagram.                                                              | BDA-Hist.: Q64026446 Status: Bescheid Stand der BDA-Liste: 2025-06-30 Name: Wasserturm GstNr.: 2401 Wasserstation Deutsch-Wagram                                 |
| ja   | Datei hochladen | Aufnahmsgebäude Deutsch-Wagram HERIS-ID: 11346 Objekt-ID: 7431                 | Bahnhof 78 Standort KG: Deutsch Wagram                         | Das Aufnahmegebäude des Bahnhofs Deutsch-Wagram wurde 1852 errichtet und zehn Jahre später umgebaut. In den Jahren 1984 bis 1987 wurde die Fassade rekonstruiert. | BDA-Hist.: Q106814487 Status: Bescheid Stand der BDA-Liste: 2025-06-30 Name: Aufnahmsgebäude Deutsch-Wagram GstNr.: 2402 Aufnahmsgebäude Deutsch-Wagram          |
| ja   | Datei hochladen | Arbeiterwarteraum, Eisenbahnmuseum HERIS-ID: 11347 Objekt-ID: 7432             | westlich von Bahnhof 78 Standort KG: Deutsch Wagram            | Der Arbeiterwarteraum wurde 1908 erbaut und fand später als Eisenbahnmuseum Verwendung. | BDA-Hist.: Q64026448 Status: Bescheid Stand der BDA-Liste: 2025-06-30 Name: Arbeiterwarteraum, Eisenbahnmuseum GstNr.: 2396/8 Eisenbahnmuseum Deutsch-Wagram     |
| ja   | Datei hochladen | Erzherzog Carl-Haus, Napoleon- und Stadtmuseum HERIS-ID: 10213 Objekt-ID: 6266 | Erzherzog Carl-Straße 1 Standort KG: Deutsch Wagram            | Das Haus dient als Museum und Gedächtnisstätte für die Schlacht bei Wagram. Der spätbarocke Bau mit Walmdach wurde als Hauptquartier von Erzherzog Carl im frühen 18. Jahrhundert erbaut. | BDA-Hist.: Q38060726 Status: Bescheid Stand der BDA-Liste: 2025-06-30 Name: Bürgerhaus GstNr.: 8 Erzherzog Carl-Haus, Deutsch-Wagram                             |
| ja   | Datei hochladen | Denkmal der Schlacht bei Wagram HERIS-ID: 66771 Objekt-ID: 79679               | gegenüber Erzherzog Carl-Straße 11 Standort KG: Deutsch Wagram | Das Denkmal der Schlacht bei Wagram ist ein Kriegerdenkmal zum Gedenken an die Schlacht bei Wagram und wurde 1909 von Franz Seifert entworfen und errichtet. | BDA-Hist.: Q38114407 Status: Bescheid Stand der BDA-Liste: 2025-06-30 Name: Denkmal der Schlacht bei Wagram GstNr.: 28 Battle of Wagram Memorial, Deutsch-Wagram |
| ja   | Datei hochladen | Jüdischer Friedhof HERIS-ID: 98995 Objekt-ID: 114988                           | bei Fabrikstraße 6 Standort KG: Deutsch Wagram                 | Der jüdische Friedhof ist an drei Seiten vom Betriebsgebiet der Firma Glock umgeben (Betonmauer). Das 1838 m² große Areal, auf dem keinerlei Grabsteine mehr erhalten sind, wurde von den Nationalsozialisten enteignet und diente der Deutschen Reichsbahn als Betriebsgelände. Beim Eingang erinnert ein Gedenkstein an die Toten. | BDA-Hist.: Q37773076 Status: § 2a Stand der BDA-Liste: 2025-06-30 Name: Jüdischer Friedhof GstNr.: 1934/4 Jüdischer Friedhof Deutsch-Wagram                      |
| ja   | Datei hochladen | Musikschule, ehem. Kindergarten HERIS-ID: 68214 Objekt-ID: 81217               | Friedhofallee 2 Standort KG: Deutsch Wagram                    | Das zweigeschoßige Gebäude wurde 1928 erbaut. Über dem vorgezogenen Steinportal die Skulpturen zweier spielender Kinder. | BDA-Hist.: Q38119013 Status: Bescheid Stand der BDA-Liste: 2025-06-30 Name: Musikschule, ehem. Kindergarten GstNr.: 294/3 Musikschule Deutsch-Wagram             |
| ja   | Datei hochladen | Kath. Pfarrkirche hl. Johannes der Täufer HERIS-ID: 10212 Objekt-ID: 6265      | bei Kirchengasse 1 Standort KG: Deutsch Wagram                 | Die etwas erhöht im Süden des Marktes gelegene Pfarrkirche (Patrozinium: hl. Johannes der Täufer) ist eine im Kern romanische Wehrkirche mit Ostturm, die ursprünglich von einem Wehrkirchenhof umgeben war. | BDA-Hist.: Q22691655 Status: § 2a Stand der BDA-Liste: 2025-06-30 Name: Kath. Pfarrkirche hl. Johannes der Täufer GstNr.: 186 Pfarrkirche Deutsch-Wagram         |
| ja   | Datei hochladen | Kirchhof HERIS-ID: 10211 Objekt-ID: 6264                                       | bei Kirchengasse 1 Standort KG: Deutsch Wagram                 | Der Kirchhof mit Kirche und Pfarrhof ist ein ehemaliger Wehrkirchhof mit Bastionen und Schießscharten, der später als Friedhof genutzt wurde. Siehe auch Pfarrkirche Deutsch-Wagram. | BDA-Hist.: Q63986575 Status: § 2a Stand der BDA-Liste: 2025-06-30 Name: Kirchhof GstNr.: 184                                                                     |
| ja   | Datei hochladen | Monumentalkapelle, Schlachtendenkmal HERIS-ID: 10214 Objekt-ID: 6267           | im Sahulka-Park Standort KG: Deutsch Wagram                    | Die Monumentalkapelle ist ein kleiner Bau mit Spitzbogenfenster. Sie wurde 1859 als Gedenkstätte für die Gefallenen der Schlacht bei Wagram erbaut. | BDA-Hist.: Q38060757 Status: § 2a Stand der BDA-Liste: 2025-06-30 Name: Kapelle, Schlachtendenkmal GstNr.: 286/1 Monumentalkapelle Deutsch-Wagram                |